# Royal County Down Golf Club
De Royal County Down Golf Club is een golfclub in Newcastle, in Down in Noord-Ierland.
In 1908 gaf koning Eduard VII het predicaat koninklijk aan de club.

## De baan
De baan ligt aan de voet van de Mourne bergen en deels langs de kustlijn. Het is ontworpen in 1889 door Old Tom Morris. De baan werd in 1891 geopend. Sindsdien zijn er veranderingen aangebracht door Seymour Dunn in 1904, en later door Harry Vardon, George Combe en Harry Colt. Na de Tweede Wereldoorlog bleef de baan hetzelfde totdat in 1998 de laatste holes werden veranderd en in 2005 Donald Steel werd gevraagd de 16de hole te vernieuwen.

## Wedstrijden
Het Iers amateurkampioenschap werd hier 15 keer gespeeld. Verder kwam hier o.a.:
- Curtis Cup: 1968
- Walker Cup: 2007
- Iers Open: 1928, 1935, 1939, 2015